# 규슈 자동차도

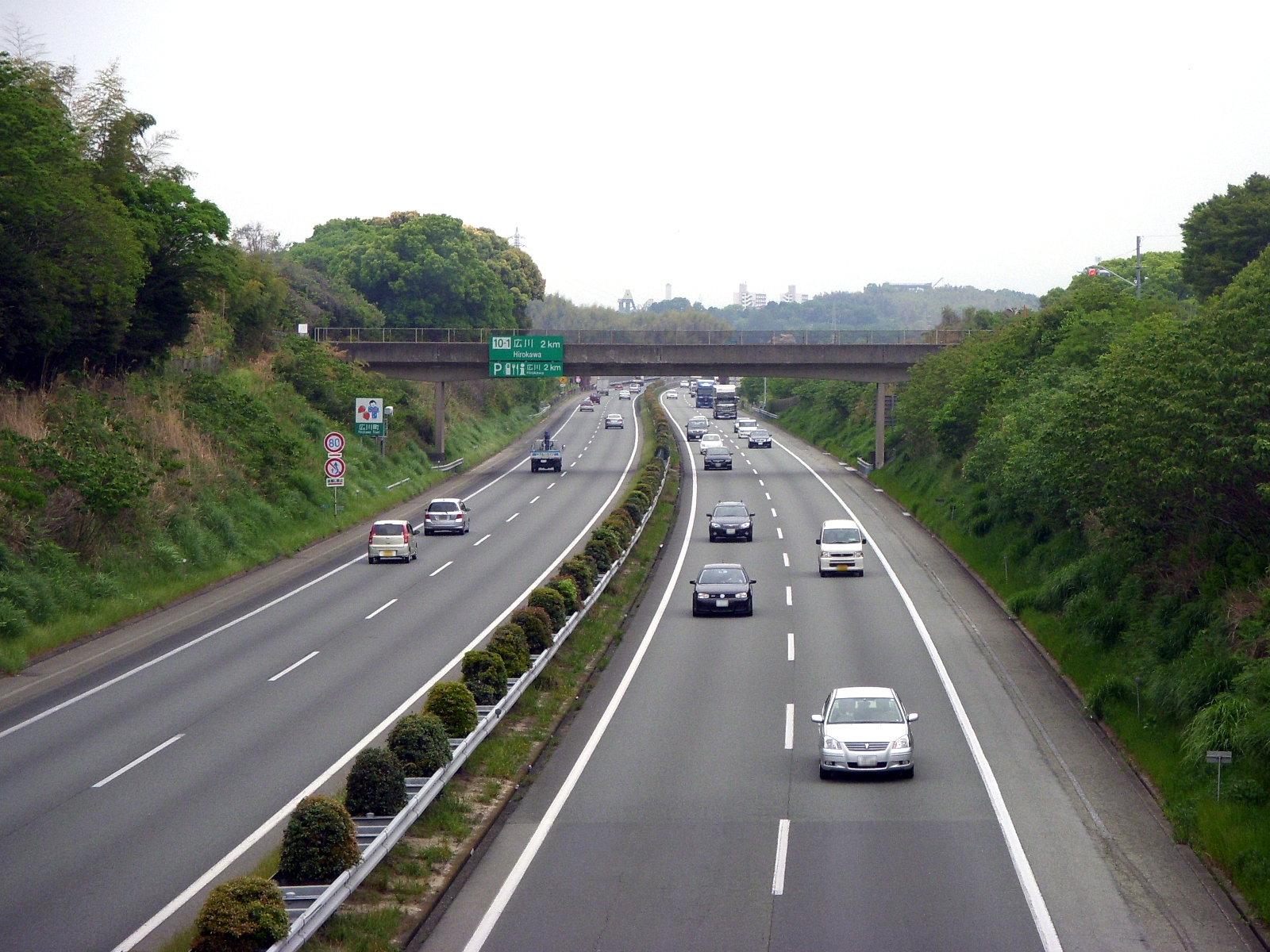
후쿠오카현 야메군 히로가와정과 야메시의 경계 부근 (히로카와 나들목 2km 앞)

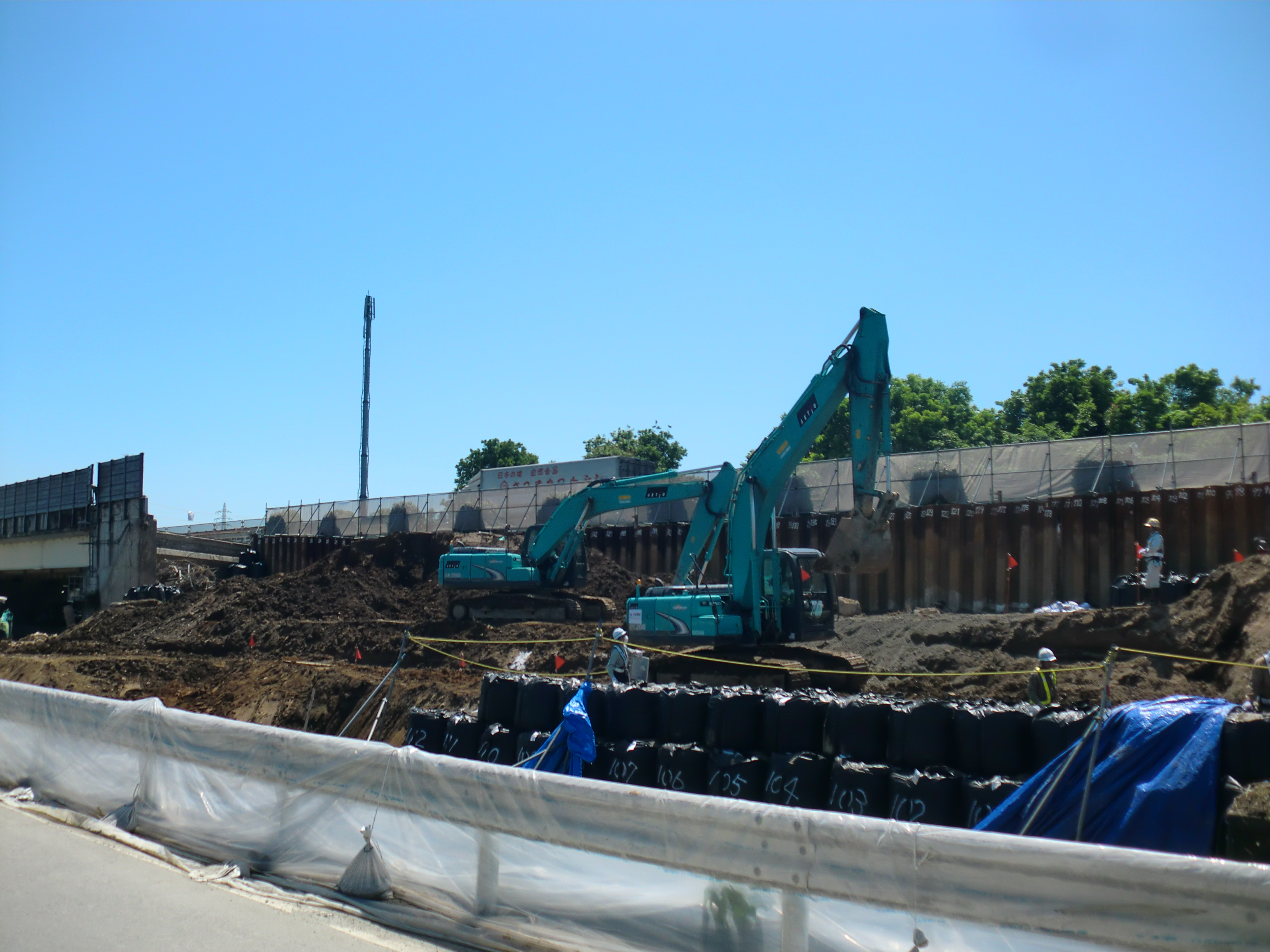
구마모토 지진에 의해 무너졌던 본선 차도의 모습
가시마 JCT~마시키구마모토 공항IC 사이의 구간

규슈 자동차도(일본어: 九州自動車道)는 일본 후쿠오카현 기타큐슈시 모지구의 모지 나들목부터 사가현, 다시 후쿠오카 현에 들어와, 구마모토현, 미야자키현을 경유해서 가고시마현 가고시마시에 이르는, 총 연장 346.3km에 달하는 일본의 고속도로이다. 국토 개발 간선 자동차로서의 예정 노선명 및 고속 자동차 국도법에 준하는 법정 노선명은 규슈 종관 자동차도 가고시마 선이다.
전 노선에 걸쳐서, 고속도로 번호에 의한 노선 번호로서 「E3」가 부여받았고, 모지 나들목 - 후쿠오카 나들목 구간은 아시안 하이웨이 1호선()으로도 지정되어 있다.

## 개요
고속 자동차 국도 법정 노선명인 「규슈 종관 자동차도 가고시마 선」의 전 구간에 해당해, 영업 노선명으로서 「규슈 자동차도」의 도로명으로 공용되고 있는 고속도로이다. 미야자키 현 에비노 시 이북에서는 법정 노선명 「규슈 종관 자동차도 미야자키 선」과의 중복구간으로도 있어, 가지키 분기점 이남에서는 히가시큐슈 자동차도과의 중복구간으로도 있다.
규슈의 중앙부보다 약간 서쪽을, 남쪽으로 대부분 직선으로 관통하는 형태로 건설되어 있어, 대부분 국도 제3호선이나 규슈 여객철도 가고시마 본선등과 병행한다. 다만, 구마모토현 야쓰시로시의 야쓰시로 나들목 이남은 야쓰시로해 연안을 통과하는 국도 제3호선이나, 규슈 신칸센과는 떨어져(미나미 큐슈 서쪽 우회 자동차도가 병행), 규슈 자동차도는 규슈 산지, 야타케고원, 기리시마 연산 구리노봉 아래를 장대 터널로 관통하는 단연 경로로 되어있다.
규슈를 남북으로 연결하는 고속교통망으로서 기능하고 있어, 더해서 나가사키 자동차도, 오이타 자동차도, 미야자키 자동차도와 접속하는 것으로 규슈 본토의 각 주요 도시를 상호로 연결하는 고속교통망으로서도 기능하고 있다. 또한, 기타큐슈·후쿠오카 대도시권의 기간도로로 되어 있는 고쿠라미나미 나들목 - 기쿠스이 나들목 간은 전 구간에서 교통량이 4만대 이상으로, 장소에 의해서는 10만대를 넘는다.
규슈 자동차도를 보완하는 목적으로 규슈의 동부 연안으로 히가시큐슈 자동차도, 야쓰시로해 연안으로 미나미큐슈 자동차도, 규슈 산지의 중앙부를 규슈 추오 자동차도의 건설이 진행되고 있다.

## 통과하는 지자체
- 후쿠오카현
  - 기타큐슈시 (모지구 - 고쿠라미나미구 - 야하타히가시구 - 야하타니시구) - 노가타시 - 구라테군 구라테정 - 미야와카시 - 고가시 - 가스야군 (신구정 - 히사야마정) - 후쿠오카시 (히가시구) - 가스야 군 (가스야정 - 스에정 - 우미정) - 오노조시 - 다자이후시 - 지쿠시노시

- 사가현
  - 미야키군 기야마정 - 도스시

- 후쿠오카현
  - 오고리시 - 구루메시 - 야메군 히로카와정 - 야메시 - 지쿠고시 - 미야마시 - 오무타시

- 구마모토현
  - 다마나군 (난칸정 - 나고미정) - 야마가시 - 구마모토시 (기타구) - 고시시 - 기쿠치군 기쿠요정 - 구마모토 시 (기타 구 - 히가시구) - 가미마시키군 (마시키정 - 가시마정 - 미후네정 - 고사정) - 구마모토 시 (미나미구) - 우키시 - 야쓰시로군 히카와정 - 야쓰시로시 - 구마군 야마에촌 - 히토요시시

- 미야자키현
  - 에비노시

- 가고시마현
  - 아이라군 유스이정 - 기리시마시 - 아이라시 - 가고시마시

## 주요 접속 도로
- 간몬 자동차도 (간몬교) (모지 나들목)에서 직결)
- 기타큐슈 고속도로 4호선 (모지 나들목에서 접속)
- 기타큐슈 고속도로 1호선 (고쿠라히가시 나들목에서 접속)
- 히가시큐슈 자동차도 (기타큐슈 분기점에서 접속)
- 기타큐슈 고속도로 4호선 (야하타 나들목에서 접속)
- 후쿠오카 고속도로 4호 가스야 선 (후쿠오카 나들목에서 접속)
- 후쿠오카 고속도로 2호 다자이후 선 (다자이후 나들목에서 접속)
- 나가사키 자동차도 (도스 분기점에서 접속)
- 오이타 자동차도 (도스 분기점에서 접속)
- 규슈 추오 자동차도 (가시마 분기점에서 접속)
- 미나미큐슈 서쪽 우회 자동차도 (야쓰시로 분기점에서 접속)
- 미야자키 자동차도 (에비노 분기점에서 접속)
- 히가시큐슈 자동차도 (하야토 도로) (가지키 분기점에서 접속)
- 미나미큐슈 서쪽 우회 자동차도 (가고시마 나들목에서 접속)

## 나들목 · 분기점
| 나들목 번호                                                                            | 시설 이름                                                                              | 일본어 이름                                                                            | 거리 (km)                                                                              | BS                                                                                     | 접속 노선                                                                                            | 소재지                                                                                 | 소재지                                                                                 | 소재지                                                                                 |
| 간몬 교 (간몬 자동차도) 시모노세키 · 주고쿠 자동차도 야마구치 · 히로시마 · 오사카 방면 | 간몬 교 (간몬 자동차도) 시모노세키 · 주고쿠 자동차도 야마구치 · 히로시마 · 오사카 방면 | 간몬 교 (간몬 자동차도) 시모노세키 · 주고쿠 자동차도 야마구치 · 히로시마 · 오사카 방면 | 간몬 교 (간몬 자동차도) 시모노세키 · 주고쿠 자동차도 야마구치 · 히로시마 · 오사카 방면 | 간몬 교 (간몬 자동차도) 시모노세키 · 주고쿠 자동차도 야마구치 · 히로시마 · 오사카 방면 | 간몬 교 (간몬 자동차도) 시모노세키 · 주고쿠 자동차도 야마구치 · 히로시마 · 오사카 방면               | 간몬 교 (간몬 자동차도) 시모노세키 · 주고쿠 자동차도 야마구치 · 히로시마 · 오사카 방면 | 간몬 교 (간몬 자동차도) 시모노세키 · 주고쿠 자동차도 야마구치 · 히로시마 · 오사카 방면 | 간몬 교 (간몬 자동차도) 시모노세키 · 주고쿠 자동차도 야마구치 · 히로시마 · 오사카 방면 |
| -------------------------------------------------------------------------------------- | -------------------------------------------------------------------------------------- | -------------------------------------------------------------------------------------- | -------------------------------------------------------------------------------------- | -------------------------------------------------------------------------------------- | --- | -------------------------------------------------------------------------------------- | -------------------------------------------------------------------------------------- | -------------------------------------------------------------------------------------- |
| 1                                                                                      | 모지 나들목                                                                            | 門司                                                                                   | 0.0                                                                                    |                                                                                        | 기타큐슈 고속도로 4호선 후쿠오카 현도 72호 구로카와시라노에히가시혼마치 선                           | 후쿠오카현                                                                             | 기타큐슈시                                                                             | 모지구                                                                                 |
| -                                                                                      | 하타 BS                                                                                | 畑                                                                                     | 4.1                                                                                    | ◆                                                                                      | | 후쿠오카현                                                                             | 기타큐슈시                                                                             | 모지구                                                                                 |
| 1-1                                                                                    | 신모지 나들목                                                                          | 新門司                                                                                 | 4.4                                                                                    |                                                                                        | 후쿠오카 현도 71호 신모지코다이리 선                                                                 | 후쿠오카현                                                                             | 기타큐슈시                                                                             | 모지구                                                                                 |
| -                                                                                      | 기시 PA                                                                                | 吉志                                                                                   | 6.2                                                                                    |                                                                                        | | 후쿠오카현                                                                             | 기타큐슈시                                                                             | 모지구                                                                                 |
| -                                                                                      | 구즈하라 BS                                                                            | 葛原                                                                                   | 11.2                                                                                   | ◆                                                                                      | | 후쿠오카현                                                                             | 기타큐슈시                                                                             | 고쿠라미나미구                                                                         |
| 2                                                                                      | 고쿠라히가시 나들목                                                                    | 小倉東                                                                                 | 13.4                                                                                   |                                                                                        | 기타큐슈 고속도로 1호선 국도 제10호선 (소네 바이패스)                                                | 후쿠오카현                                                                             | 기타큐슈시                                                                             | 고쿠라미나미구                                                                         |
| 2-1                                                                                    | 기타큐슈 분기점                                                                        | 北九州                                                                                 | 16.5                                                                                   | -                                                                                      | 히가시큐슈 자동차도                                                                                  | 후쿠오카현                                                                             | 기타큐슈시                                                                             | 고쿠라미나미구                                                                         |
| 3                                                                                      | 고쿠라미나미 나들목                                                                    | 20.2                                                                                   | ○                                                                                      | 국도 제322호선                                                                         | | 후쿠오카현                                                                             | 기타큐슈시                                                                             | 고쿠라미나미구                                                                         |
| 4                                                                                      | 야하타 나들목                                                                          | 八幡                                                                                   | 31.4                                                                                   | ○                                                                                      | 기타큐슈 고속도로 4호선 국도 제200호선 (노가타 바이패스)                                             | 후쿠오카현                                                                             | 기타큐슈시                                                                             | 야하타니시구                                                                           |
| -                                                                                      | 노가타 PA                                                                              | 直方                                                                                   | 34.9                                                                                   | ○                                                                                      | | 후쿠오카현                                                                             | 노가타시                                                                               | 노가타시                                                                               |
| 4-1                                                                                    | 구라테 나들목                                                                          | 鞍手                                                                                   | 36.1                                                                                   |                                                                                        | 후쿠오카 현도 472호 노가타쿠라테 선                                                                  | 후쿠오카현                                                                             | 구라테군                                                                               | 구라테정                                                                               |
| -                                                                                      | 구라테 PA                                                                              | 鞍手                                                                                   | 36.3                                                                                   |                                                                                        | | 후쿠오카현                                                                             | 구라테군                                                                               | 구라테정                                                                               |
| 4-2                                                                                    | 미야타 스마트 나들목                                                                   | 宮田                                                                                   | 42.1                                                                                   |                                                                                        | 후쿠오카 현도 9호 무로키시모아루키와카미야 선 (시도 경유)                                            | 후쿠오카현                                                                             | 미야와카시                                                                             | 미야와카시                                                                             |
| 5                                                                                      | 와카미야 나들목                                                                        | 若宮                                                                                   | 45.2                                                                                   | ○                                                                                      | 후쿠오카 현도 9호 무로키시모아루키와카미야 선                                                        | 후쿠오카현                                                                             | 미야와카시                                                                             | 미야와카시                                                                             |
| -                                                                                      | 고가 SA                                                                                | 古賀                                                                                   | 54.5                                                                                   |                                                                                        | | 후쿠오카현                                                                             | 고가시                                                                                 | 고가시                                                                                 |
| 6                                                                                      | 고가 나들목                                                                            | 古賀                                                                                   | 57.7                                                                                   |                                                                                        | 국도 제3호선 (가시 바이패스) 후쿠오카 현도 35호 지쿠시노코가 선                                      | 후쿠오카현                                                                             | 고가시                                                                                 | 고가시                                                                                 |
| -                                                                                      | 아오야기 BS                                                                            | 青柳                                                                                   | 58.7                                                                                   | ○                                                                                      | | 후쿠오카현                                                                             | 고가시                                                                                 | 고가시                                                                                 |
| -                                                                                      | 다치바나야마 BS                                                                        | 立花山                                                                                 | 62.9                                                                                   | ○                                                                                      | | 후쿠오카현                                                                             | 가스야군                                                                               | 신구정                                                                                 |
| -                                                                                      | 다치바나야마 BS                                                                        | 立花山                                                                                 | 62.9                                                                                   | ○                                                                                      | 히사야마정                                                                                           | 후쿠오카현                                                                             | 가스야군                                                                               |                                                                                        |
| 7                                                                                      | 후쿠오카 나들목                                                                        | 福岡                                                                                   | 68.3                                                                                   | ◆                                                                                      | 후쿠오카 고속도로 4호 가스야 선 국도 제201호선                                                       | 후쿠오카현                                                                             | 후쿠오카시                                                                             | 히가시구                                                                               |
| 7                                                                                      | 후쿠오카 나들목                                                                        | 福岡                                                                                   | 68.3                                                                                   | ◆                                                                                      | 후쿠오카 고속도로 4호 가스야 선 국도 제201호선                                                       | 후쿠오카현                                                                             | 가스야 군                                                                              | 가스야정                                                                               |
| 7-1                                                                                    | 스에 PA / SIC                                                                          | 須恵                                                                                   | 73.4                                                                                   | ◆                                                                                      | 후쿠오카 현도 91호 시메스에 선                                                                       | 후쿠오카현                                                                             | 가스야 군                                                                              | 스에정                                                                                 |
| -                                                                                      | 우미 BS                                                                                | 宇美                                                                                   | 75.4                                                                                   | ○                                                                                      | | 후쿠오카현                                                                             | 가스야 군                                                                              | 우미정                                                                                 |
| 8                                                                                      | 다자이후 나들목                                                                        | 太宰府                                                                                 | 80.1                                                                                   | ◆                                                                                      | 국도 제3호선 (후쿠오카미나미 바이패스) 후쿠오카 고속도로 2호 다자이후 선                             | 후쿠오카현                                                                             | 다자이후시                                                                             | 다자이후시                                                                             |
| -                                                                                      | 지쿠시노 BS                                                                            | 筑紫野                                                                                 | 84.9                                                                                   | ○                                                                                      | | 후쿠오카현                                                                             | 지쿠시노시                                                                             | 지쿠시노시                                                                             |
| 8-1                                                                                    | 지쿠시노 나들목                                                                        | 筑紫野                                                                                 | 86.9                                                                                   |                                                                                        | 후쿠오카 현도 7호 지쿠시노인터 선                                                                    | 후쿠오카현                                                                             | 지쿠시노시                                                                             | 지쿠시노시                                                                             |
| -                                                                                      | 기야마 PA                                                                              | 基山                                                                                   | 90.8                                                                                   | ○                                                                                      | | 사가현                                                                                 | 미야키군                                                                               | 기야마정                                                                               |
| 9                                                                                      | 도스 분기점                                                                            | 鳥栖                                                                                   | 96.1                                                                                   | -                                                                                      | 나가사키 자동차도 오이타 자동차도                                                                    | 사가현                                                                                 | 도스시                                                                                 | 도스시                                                                                 |
| -                                                                                      | 아지사카 SIC                                                                           | 味坂                                                                                   |                                                                                        |                                                                                        | | 사가현                                                                                 | 도스시                                                                                 | 도스시                                                                                 |
| -                                                                                      | 미야노진 BS                                                                            | 宮の陣                                                                                 | 102.5                                                                                  | ○                                                                                      | | 후쿠오카현                                                                             | 구루메시                                                                               | 구루메시                                                                               |
| 10                                                                                     | 구루메 나들목                                                                          | 久留米                                                                                 | 105.4                                                                                  | ○                                                                                      | 후쿠오카 현도 3호 도스 쿠루메도로 국도 제322호선                                                     | 후쿠오카현                                                                             | 구루메시                                                                               | 구루메시                                                                               |
| 10-1                                                                                   | 히로카와 나들목                                                                        | 広川                                                                                   | 113.2                                                                                  | ○                                                                                      | 후쿠오카 현도 84호 미즈마조요 선 (바이패스)                                                          | 후쿠오카현                                                                             | 야메군                                                                                 | 히로카와정                                                                             |
| -                                                                                      | 히로카와 SA                                                                            | 広川                                                                                   | 113.6                                                                                  | ○                                                                                      | | 후쿠오카현                                                                             | 야메군                                                                                 | 히로카와정                                                                             |
| 11                                                                                     | 야메 나들목                                                                            | 八女                                                                                   | 118.4                                                                                  | ○                                                                                      | 국도 제442호선 (야메치쿠고 바이패스)                                                                 | 후쿠오카현                                                                             | 야메시                                                                                 | 야메시                                                                                 |
| 11                                                                                     | 야메 나들목                                                                            | 八女                                                                                   | 118.4                                                                                  | ○                                                                                      | 국도 제442호선 (야메치쿠고 바이패스)                                                                 | 후쿠오카현                                                                             | 지쿠고시                                                                               |                                                                                        |
| -                                                                                      | 세타카 BS                                                                              | 瀬高                                                                                   | 122.4                                                                                  | ○                                                                                      | | 후쿠오카현                                                                             | 미야마시                                                                               | 미야마시                                                                               |
| 11-1                                                                                   | 미야마야나가와 나들목                                                                  | みやま柳川                                                                             | 125.6                                                                                  |                                                                                        | 후쿠오카 현도 775호 모토요시오가와 선                                                                | 후쿠오카현                                                                             | 미야마시                                                                               | 미야마시                                                                               |
| -                                                                                      | 야마카와 PA                                                                            | 山川                                                                                   | 128.0                                                                                  | ○                                                                                      | | 후쿠오카현                                                                             | 미야마시                                                                               | 미야마시                                                                               |
| 12                                                                                     | 난칸 나들목                                                                            | 南関                                                                                   | 135.0                                                                                  |                                                                                        | 구마모토 현도 5호 오무타난칸 선 구마모토 현도 10호 난칸오무타키타 선                                 | 구마모토현                                                                             | 다마나군                                                                               | 난칸정                                                                                 |
| -                                                                                      | 고바루 BS                                                                              | 小原                                                                                   | 138.8                                                                                  | ○                                                                                      | | 구마모토현                                                                             | 다마나군                                                                               | 난칸정                                                                                 |
| -                                                                                      | 다마나 PA                                                                              | 玉名                                                                                   | 142.7                                                                                  |                                                                                        | | 구마모토현                                                                             | 다마나군                                                                               | 난칸정                                                                                 |
| 13                                                                                     | 기쿠스이 나들목                                                                        | 菊水                                                                                   | 146.6                                                                                  | ○                                                                                      | 구마모토 현도 16호 다마나야마가 선                                                                   | 구마모토현                                                                             | 다마나군                                                                               | 나고미정                                                                               |
| -                                                                                      | 가오 BS                                                                                | 鹿央                                                                                   | 153.6                                                                                  | ○                                                                                      | | 구마모토현                                                                             | 야마가시                                                                               | 야마가시                                                                               |
| 14                                                                                     | 우에키 나들목                                                                          | 植木                                                                                   | 157.3                                                                                  | ○                                                                                      | 국도 제3호선                                                                                         | 구마모토현                                                                             | 구마모토시                                                                             | 기타구                                                                                 |
| -                                                                                      | 기타쿠마모토 스마트 나들목                                                             | 北熊本                                                                                 |                                                                                        |                                                                                        | 구마모토 현도 30호 오즈우에키 선                                                                     | 구마모토현                                                                             | 구마모토시                                                                             | 기타구                                                                                 |
| -                                                                                      | 기타쿠마모토 SA                                                                        | 北熊本                                                                                 | 162.2                                                                                  |                                                                                        | | 구마모토현                                                                             | 구마모토시                                                                             | 기타구                                                                                 |
| -                                                                                      | 니시고시 BS                                                                            | 西合志                                                                                 | 165.7                                                                                  | ○                                                                                      | | 구마모토현                                                                             | 고시시                                                                                 | 고시시                                                                                 |
| -                                                                                      | 무사시가오카 BS                                                                        | 武蔵ヶ丘                                                                               | 169.0                                                                                  | ○                                                                                      | | 구마모토현                                                                             | 구마모토 시                                                                            | 기타 구                                                                                |
| 15                                                                                     | 구마모토 나들목                                                                        | 熊本                                                                                   | 171.2                                                                                  |                                                                                        | 국도 제57호선 (구마모토히가시 바이패스)                                                              | 구마모토현                                                                             | 구마모토 시                                                                            | 히가시구                                                                               |
| -                                                                                      | 다쿠마 PA                                                                              | 託麻                                                                                   | 174.3                                                                                  |                                                                                        | | 구마모토현                                                                             | 구마모토 시                                                                            | 히가시구                                                                               |
| 15-1                                                                                   | 마시키쿠마모토쿠코 나들목                                                              | 益城熊本空港                                                                           | 176.4                                                                                  |                                                                                        | 구마모토 현도 36호 구마모토마시키오즈 선                                                             | 구마모토현                                                                             | 가미마시키군                                                                           | 마시키정                                                                               |
| -                                                                                      | 마시키 BS                                                                              | 益城                                                                                   | 177.5                                                                                  | ○                                                                                      | | 구마모토현                                                                             | 가미마시키군                                                                           | 마시키정                                                                               |
| 15-2                                                                                   | 가시마 분기점                                                                          | 嘉島                                                                                   | 180.7                                                                                  | -                                                                                      | 규슈 추오 자동차도                                                                                   | 구마모토현                                                                             | 가미마시키군                                                                           | 가시마정                                                                               |
| 16                                                                                     | 미후네 나들목                                                                          | 御船                                                                                   | 183.1                                                                                  | ◆                                                                                      | 국도 제445호선                                                                                       | 구마모토현                                                                             | 가미마시키군                                                                           | 미후네정                                                                               |
| -                                                                                      | 미도리카와 PA                                                                          | 緑川                                                                                   | 186.7                                                                                  |                                                                                        | | 구마모토현                                                                             | 구마모토 시                                                                            | 미나미구                                                                               |
| -                                                                                      | 미도리카와 PA                                                                          | 緑川                                                                                   | 186.7                                                                                  | 가미마시키 군                                                                          | 고사정                                                                                               | 구마모토현                                                                             |                                                                                        |                                                                                        |
| 16-1                                                                                   | 조난 BS / SIC                                                                          | 城南                                                                                   | 189.0                                                                                  | ○                                                                                      | 구마모토 현도 38호 우토코사 선                                                                       | 구마모토현                                                                             | 구마모토 시                                                                            | 미나미 구                                                                              |
| 17                                                                                     | 마쓰바세 나들목                                                                        | 松橋                                                                                   | 195.1                                                                                  | ◆                                                                                      | 국도 제218호선                                                                                       | 구마모토현                                                                             | 우키시                                                                                 | 우키시                                                                                 |
| 17-1                                                                                   | 우키히카와 스마트 나들목 히카와타카쓰카 BS                                             | 宇城氷川 氷川高塚                                                                      | 204.0                                                                                  | ○                                                                                      | 국도 제3호선 (정도 경유)                                                                             | 구마모토현                                                                             | 야쓰시로군                                                                             | 히카와정                                                                               |
| -                                                                                      | 미야하라 SA                                                                            | 宮原                                                                                   | 208.8                                                                                  | ○                                                                                      | | 구마모토현                                                                             | 야쓰시로군                                                                             | 히카와정                                                                               |
| 18                                                                                     | 야쓰시로 나들목                                                                        | 八代                                                                                   | 213.5                                                                                  | ○                                                                                      | 국도 제3호선                                                                                         | 구마모토현                                                                             | 야쓰시로시                                                                             | 야쓰시로시                                                                             |
| 18-1                                                                                   | 야쓰시로 분기점                                                                        | 八代                                                                                   | 214.6                                                                                  | -                                                                                      | 미나미큐슈 자동차도                                                                                  | 구마모토현                                                                             | 야쓰시로시                                                                             | 야쓰시로시                                                                             |
| -                                                                                      | 사카모토 PA                                                                            | 坂本                                                                                   | 222.1                                                                                  | ◆                                                                                      | | 구마모토현                                                                             | 야쓰시로시                                                                             | 야쓰시로시                                                                             |
| -                                                                                      | 아유가에리 BS                                                                          | 鮎帰                                                                                   | 230.2                                                                                  | ◆                                                                                      | | 구마모토현                                                                             | 야쓰시로시                                                                             | 야쓰시로시                                                                             |
| -                                                                                      | 히고 터널                                                                              | 肥後                                                                                   |                                                                                        | -                                                                                      | | 구마모토현                                                                             | 야쓰시로시                                                                             | 야쓰시로시                                                                             |
| -                                                                                      | 히고 터널                                                                              | 肥後                                                                                   | 구마군                                                                                 | -                                                                                      | 야마에촌                                                                                             | 구마모토현                                                                             |                                                                                        |                                                                                        |
| -                                                                                      | 오즈루 BS                                                                              | 小鶴                                                                                   | 구마군                                                                                 | 242.4                                                                                  | 야마에촌                                                                                             | 구마모토현                                                                             | ◆                                                                                      |                                                                                        |
| -                                                                                      | 야마에 SA                                                                              | 山江                                                                                   | 구마군                                                                                 | 248.0                                                                                  | 야마에촌                                                                                             | 구마모토현                                                                             | ◆                                                                                      |                                                                                        |
| 19                                                                                     | 히토요시 나들목                                                                        | 人吉                                                                                   | 구마군                                                                                 | 252.0                                                                                  | 야마에촌                                                                                             | 구마모토현                                                                             | ○                                                                                      | 구마모토 현도 54호 히토요시인터 선                                                     |
| -                                                                                      | 히토요시 본선 요금소                                                                   | 人吉                                                                                   | 252.1                                                                                  | -                                                                                      | | 구마모토현                                                                             | 히토요시시                                                                             | 히토요시시                                                                             |
| -                                                                                      | 히토요시쿠마 스마트 나들목                                                             | 人吉球磨                                                                               |                                                                                        |                                                                                        | 국도 제219호선                                                                                       | 구마모토현                                                                             | 히토요시시                                                                             | 히토요시시                                                                             |
| -                                                                                      | 히토요시 가출입구                                                                      | 人吉仮出入口                                                                           | 256.2                                                                                  |                                                                                        | 국도 제219호선                                                                                       | 구마모토현                                                                             | 히토요시시                                                                             | 히토요시시                                                                             |
| -                                                                                      | 히토요시미나미 BS                                                                      | 人吉南                                                                                 | 256.4                                                                                  | ◆                                                                                      | | 구마모토현                                                                             | 히토요시시                                                                             | 히토요시시                                                                             |
| -                                                                                      | 가쿠토 터널                                                                            | 加久藤                                                                                 | -                                                                                      | -                                                                                      | - | 구마모토현                                                                             | 히토요시시                                                                             | 히토요시시                                                                             |
| -                                                                                      | 가쿠토 터널                                                                            | 加久藤                                                                                 | -                                                                                      | -                                                                                      | - | 미야자키현                                                                             | 에비노시                                                                               | 에비노시                                                                               |
| -                                                                                      | 에비노 PA                                                                              | えびの                                                                                 | 271.9                                                                                  |                                                                                        | | 미야자키현                                                                             | 에비노시                                                                               | 에비노시                                                                               |
| 20                                                                                     | 에비노 나들목                                                                          | えびの                                                                                 | 274.3                                                                                  | ○                                                                                      | 국도 제268호선                                                                                       | 미야자키현                                                                             | 에비노시                                                                               | 에비노시                                                                               |
| 21                                                                                     | 에비노 분기점                                                                          | えびの                                                                                 | 276.4                                                                                  | -                                                                                      | 미야자키 자동차도                                                                                    | 미야자키현                                                                             | 에비노시                                                                               | 에비노시                                                                               |
| -                                                                                      | 요시마쓰 PA                                                                            | 吉松                                                                                   | 281.6                                                                                  | ○                                                                                      | | 가고시마현                                                                             | 아이라군                                                                               | 유스이정                                                                               |
| 22                                                                                     | 구리노 나들목                                                                          | 栗野                                                                                   | 290.0                                                                                  |                                                                                        | 가고시마 현도 55호 구리노카지키 선                                                                   | 가고시마현                                                                             | 아이라군                                                                               | 유스이정                                                                               |
| 23                                                                                     | 요코가와 나들목                                                                        | 横川                                                                                   | 296.0                                                                                  |                                                                                        | 가고시마 현도 55호 구리노카지키 선                                                                   | 가고시마현                                                                             | 기리시마시                                                                             | 기리시마시                                                                             |
| -                                                                                      | 미조베 PA                                                                              | 溝辺                                                                                   | 302.7                                                                                  |                                                                                        | | 가고시마현                                                                             | 기리시마시                                                                             | 기리시마시                                                                             |
| -                                                                                      | 가고시마쿠코미나미 BS                                                                  | 鹿児島空港南                                                                           | 308.6                                                                                  | ○                                                                                      | | 가고시마현                                                                             | 기리시마시                                                                             | 기리시마시                                                                             |
| 24                                                                                     | 미조베카고시마쿠코 나들목                                                              | 溝辺鹿児島空港                                                                         | 309.8                                                                                  |                                                                                        | 국도 제504호선 호쿠사쓰 횡단 도로                                                                    | 가고시마현                                                                             | 기리시마시                                                                             | 기리시마시                                                                             |
| 25                                                                                     | 가지키 분기점 가지키 나들목                                                            | 加治木                                                                                 | 317.5                                                                                  | -                                                                                      | 히가시큐슈 자동차도 (하야토 도로) 국도 제10호선 (가지키 바이패스) 가고시마 현도 55호 구리토카지키 선 | 가고시마현                                                                             | 아이라시                                                                               | 아이라시                                                                               |
| -                                                                                      | 조사 BS                                                                                | 帖佐                                                                                   | 322.2                                                                                  | ○                                                                                      | | 가고시마현                                                                             | 아이라시                                                                               | 아이라시                                                                               |
| -                                                                                      | 사쿠라지마 SA / SIC                                                                    | 桜島                                                                                   | 323.6                                                                                  |                                                                                        | | 가고시마현                                                                             | 아이라시                                                                               | 아이라시                                                                               |
| 26                                                                                     | 아이라 나들목                                                                          | 姶良                                                                                   | 326.2                                                                                  |                                                                                        | 가고시마 현도 57호 후모토시게토미테이류조 선                                                         | 가고시마현                                                                             | 아이라시                                                                               | 아이라시                                                                               |
| -                                                                                      | 혼조 BS                                                                                | 本城                                                                                   | 330.6                                                                                  | ◆                                                                                      | | 가고시마현                                                                             | 가고시마시                                                                             | 가고시마시                                                                             |
| 27                                                                                     | 사쓰마요시다 나들목                                                                    | 薩摩吉田                                                                               | 334.8                                                                                  |                                                                                        | 가고시마 현도 16호 가고시마요시다 선                                                                 | 가고시마현                                                                             | 가고시마시                                                                             | 가고시마시                                                                             |
| -                                                                                      | 가고시마 본선 요금소                                                                   | 鹿児島                                                                                 | 336.7                                                                                  | -                                                                                      | | 가고시마현                                                                             | 가고시마시                                                                             | 가고시마시                                                                             |
| 28                                                                                     | 가고시마키타 나들목                                                                    | 鹿児島北                                                                               | 341.9                                                                                  |                                                                                        | 국도 제3호선 가고시마 현도 18호 가고시마키타인터 선                                                  | 가고시마현                                                                             | 가고시마시                                                                             | 가고시마시                                                                             |
| -                                                                                      | 이시키 BS                                                                              | 伊敷                                                                                   | 342.0                                                                                  | ○                                                                                      | | 가고시마현                                                                             | 가고시마시                                                                             | 가고시마시                                                                             |
| 29                                                                                     | 가고시마 나들목                                                                        | 鹿児島                                                                                 | 346.2                                                                                  |                                                                                        | 미나미 큐슈 서쪽 우회 자동차도 국도 제3호선 (가고시마 바이패스, 가고시마 동서 간선 도로)             | 가고시마현                                                                             | 가고시마시                                                                             | 가고시마시                                                                             |
| 이부스키 스카이 라인 (가고시마 현도 17호 이부스키카고시마인터 선)                      |                                                                                        |                                                                                        |                                                                                        |                                                                                        | |                                                                                        |                                                                                        |                                                                                        |

## 같이 보기
- (일본어) 서일본 고속도로